# Catharine R. Williams
Catharine R. Williams (31 de diciembre de 1787-1872) fue una escritora y poeta de Rhode Island y una figura destacada en la Rebelión Dorr en apoyo del sufragio universal. En 2002, fue incluida en el Salón de la fama de las mujeres de Rhode Island.

## Primeros años de vida
Catharine Read Arnold nació en diciembre de 1787 en Providence, Rhode Island, su padres fueron Alfred Arnold, capitán de barco y Amey Read. Sus antepasados eran miembros prominentes de las familias de Rhode Island, que se habían distinguido en la Revolución Americana y en el gobierno del estado. Su abuelo paterno era Oliver Arnold, que había servido como el fiscal general de Rhode Island. La madre de Arnold murió cuando ella era una niña y debido a los viajes de su padre, estuvo cuidada por dos tías. Cuando tenía veintitrés años, una de las tías se casó y la otra murió, dejando a Arnold para hacer su propio camino. Mientras visitaba a unos amigos, conoció a  Horatio N. Williams, un descendiente de Roger Williams. Se casaron en 1824, en Nueva York y se establecieron en la parte occidental del estado. Williams dio a luz a una hija, y después de dos años, de un matrimonio infeliz,  dejó a su marido para regresar a Rhode Island.

## Carrera
Cuando regresó por primera vez a Rhode Island, Williams abrió una escuela, pero los esfuerzos de esta operación provocaron que su salud empeorara. Impulsada por amigos, ella publicó un volumen llamado Original Poems en 1828. Después de obtener una cálida recepción esta obra, comenzó a escribir nuevamente y publicó una historia en prosa, "Religion at Home" en 1829, seguida de una colección de historias llamadas Tales, National and Revolutionary en 1830. Williams terminó Aristocracy, una novela satírica, que se publicó en 1832 y luego en History of Fall River el año siguiente. En 1835, emitió una segunda serie de Tales. Escribió las biografías del general William Barton y del capitán Stephen Olney en una obra titulada The Biography of Revolutionary Heroes, que se publicó en 1839. Al año siguiente, viajó por las provincias británicas para recopilar materiales para un libro, Neutral French: The Exiles of Nova Scotia, que se publicó en 1841. Williams creía que su obra había inspirado a Henry Wadsworth Longfellow a escribir su poema épico sobre los acadios, Evangeline(1847); aunque otros afirman que fue Nathaniel Hawthorne quien le dio la idea a Longfellow. Las últimas obras de Williams se llamaron Annals of the Aristocracy of Rhode Island, publicado en dos volúmenes. La primera apareció en 1843 y la última fue publicada en 1845. Después, ella vivió con los ingresos de sus doce obras anteriores.
Habiéndose establecido un nombre a través de sus escritos, Williams se movió en círculos de la alta sociedad. Ella había comenzado una correspondencia con Thomas Wilson Dorr alrededor de 1842 y estaba totalmente a favor de su partido de sufragio. Williams fue un partidario importante dispuesto a usar su influencia. Ella recaudó fondos y le pasó información cuando Dorr estaba en el exilio, después de la Rebelión Dorr. Williams celebró reuniones semanales de mujeres sufragistas en su casa para hablar de política. Cuando Dorr finalmente fue capturado y encarcelado, las mujeres del sufragio trabajaron para su liberación, convirtiéndose en una fuerza «poderosa y visible» en la temprana política de Rhode Island.
Poco antes de su muerte, Williams regresó a su casa en Providence, donde murió el 11 de octubre de 1872. Dejó un manuscrito completo de una historia titulada Bertha, A Tale of St. Domingo, que no había sido publicado. En 2002, Williams fue incluida en el Salón de la fama de las mujeres de Rhode Island.